# Pot'ju
Il Pot'ju (in russo Нившера?) è un fiume della Russia europea settentrionale, affluente di sinistra della Nivšera nel bacino della Dvina Settentrionale. Scorre nella Repubblica dei Komi, nei rajon Kortkerosskij e Ust'-Kulomskij.

## Descrizione
Nasce dal monte Potčurk e scorre a sud-ovest in un'area boscosa e disabitata; nel corso medio e inferiore, le rive del fiume sono paludose. Sfocia nella Nivšera a 81 km dalla foce. Ha una lunghezza di 75 km.